# Karel Svoboda
Karel Svoboda (Praga, 19 de Dezembro de 1938 — Jevany, 28 de Janeiro de 2007) foi um compositor de música popular checo. Escreveu música para várias séries televisivas da década de 1970.

## Trabalhos
Karel Svoboda nasceu em Praga, Checoslováquia (actualmente Praga, República Checa) e começou a sua carreira de compositor popular depois de deixar o curso de medicina no terceiro ano da faculdade. Tornou-se membro da banda de rock "Mefisto" na década de 1950. Mais tarde escreveu para o teatro "Laterna Magica" em Praga e para muitos cantores checos. Em 1969 escreveu "Lady Carneval" para Karel Gott, um nome grande da música pop checa. Svoboda escreveu um total de 80 canções para Gott.
Svoboda compôs várias bandas sonoras para o canal de TV alemão ZDF durante mais de 30 anos. Foi o compositor de bandas sonoras de algumas séries da década de 1970 que acompanharam o crescimento de uma geração de europeus. Alguns exemplos dessas séries são: "Vicky, o Viking", "A Abelha Maia" e "As Maravilhosas Aventuras de Nils".
Svoboda compôs bandas sonoras para quase 90 filmes e séries televisivas.
Svoboda foi encontrado morto com um tiro, por provável suicídio, no jardim da sua "vila" em Jevany (Praga). Tinha 68 anos de idade.